# Panagiotis Karkatsoulis

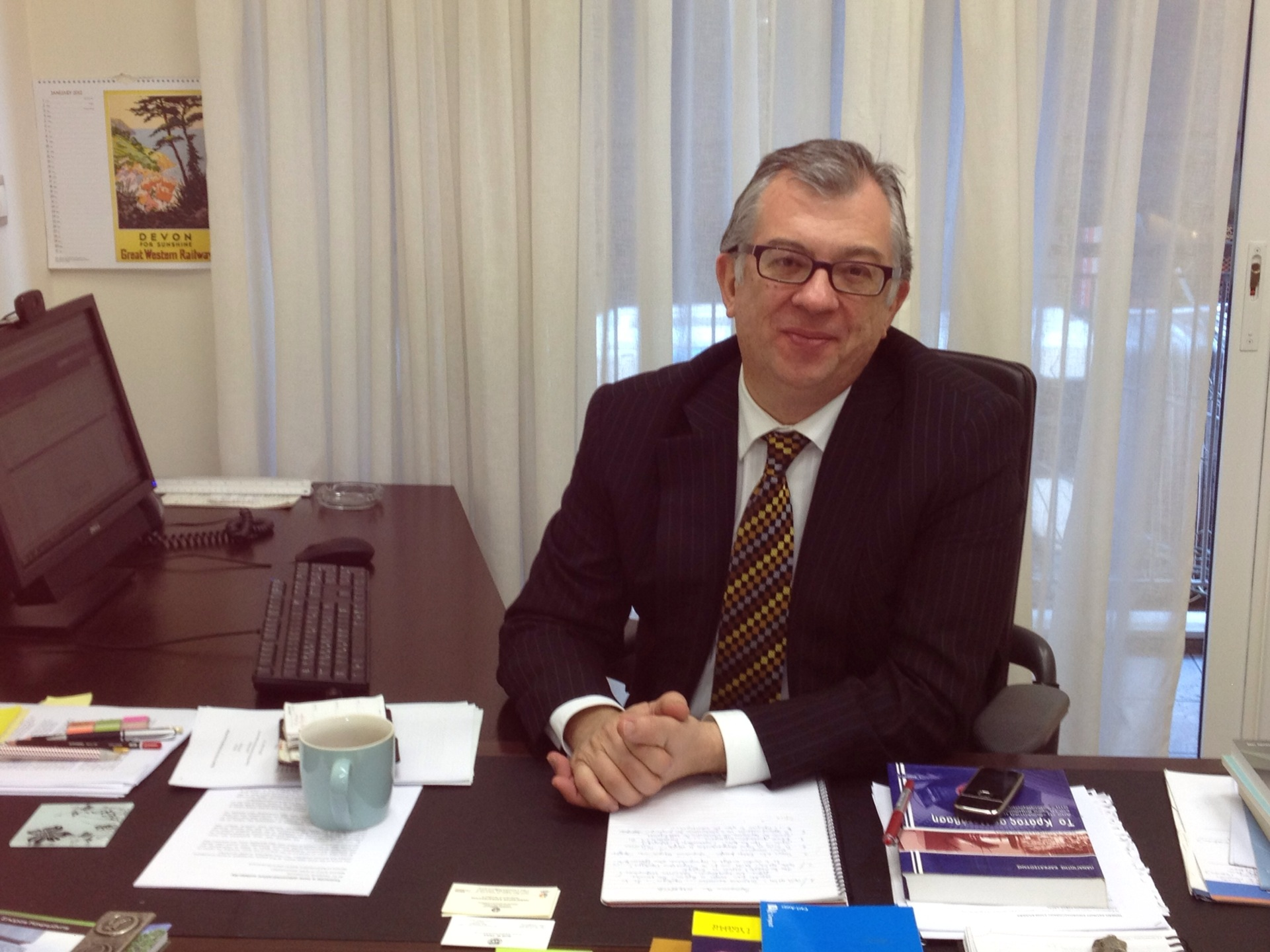
Panagiotis Karkatsoulis (2012)

Panagiotis Georgiou Karkatsoulis (griechisch Παναγιώτης Γεωργίου Καρκατσούλης; * 5. Januar 1958 in Athen) ist ein griechischer Jurist, Verwaltungswissenschaftler und Politiker. Er gehörte von Januar bis August 2015 dem griechischen Parlament an, wo er Vorsitzender der Fraktion To Potami war.

## Leben
Karkatsoulis studierte an der juristischen Fakultät der Universität Athen. Er wurde 1986 durch die Universität Bielefeld mit einer Dissertation zu einem rechtssoziologischen Thema (Inzest und Strafrecht) promoviert. Nach eigener Aussage ist er von der Lehre Niklas Luhmanns beeinflusst.
Seit 1989 lehrt Karakatsoulis Politikanalyse und Verwaltungsreform an der Nationalen Schule für Öffentliche Verwaltung (Εθνική Σχολή Δημόσιας Διοίκησης, ESDD). Daneben hat er als wissenschaftlicher Berater im griechischen Präsidialministerium (vergleichbar mit dem Kanzleramt oder einer Staatskanzlei) sowie als Leiter der Abteilung für strategische Planung im Ministerium für Verwaltungsreform und E-Governance gearbeitet. Unter anderem initiierte er die „Bürgerservicezentren“ (Κέντρα Εξυπηρέτησης Πολιτών, KEP), in denen Leistungen verschiedener Behörden an einer einzigen lokalen Stelle verfügbar gemacht wurden.
Darüber hinaus beriet er auch Regierungsstellen anderer Staaten (Mazedonien, Kosovo, Usbekistan, Syrien, Indonesien, Russland, Georgien, Zypern) bei Verwaltungsreformen und wurde als Experte vom Entwicklungsprogramm der Vereinten Nationen (UNDP), der Organisation für wirtschaftliche Zusammenarbeit und Entwicklung (OECD) und der Weltbank eingeladen. Karkatsoulis war griechischer Vertreter in der 2000 bis 2001 tagenden, vom Europäischen Rat eingesetzten hochrangigen Beratergruppe für bessere Rechtssetzung „Mandelkern-Gruppe“. Im Jahr 2009 war er Gutachter für Dänemark und Deutschland im Rahmen des OECD-Berichts Better Regulation in Europe. Im Jahr 2010 gründete er mit anderen das nichtstaatliche Institute for Research Regulatory Policies (INERP). Die American Society of Public Administration (ASPA) zeichnete ihn 2012 mit dem „International Public Sector Award“ aus, woraufhin ihn einige Medien als „besten Beamten der Welt“ titulierten.
Im Januar 2015 wurde Karkatsoulis für die wenige Monate zuvor gegründete, liberale Partei To Potami („Der Fluss“) ins griechische Parlament gewählt. Dort übernahm er den Vorsitz der Potami-Fraktion. Nach der vorgezogenen Neuwahl im September 2015 schied er wieder aus dem Parlament aus. Seit 2017 schreibt er eine wöchentliche Kolumne in der Tageszeitung Ta Nea.